# خوشاب (مقاطعة فراشبند)
خوشاب (بالفارسية: خوشاب) هي قرية تقع في قسم نوجين الريفي في إيران. يقدر عدد سكانها بـ 322 نسمة بحسب إحصاء 2016.